# Felix Hoffmann (scheikundige)

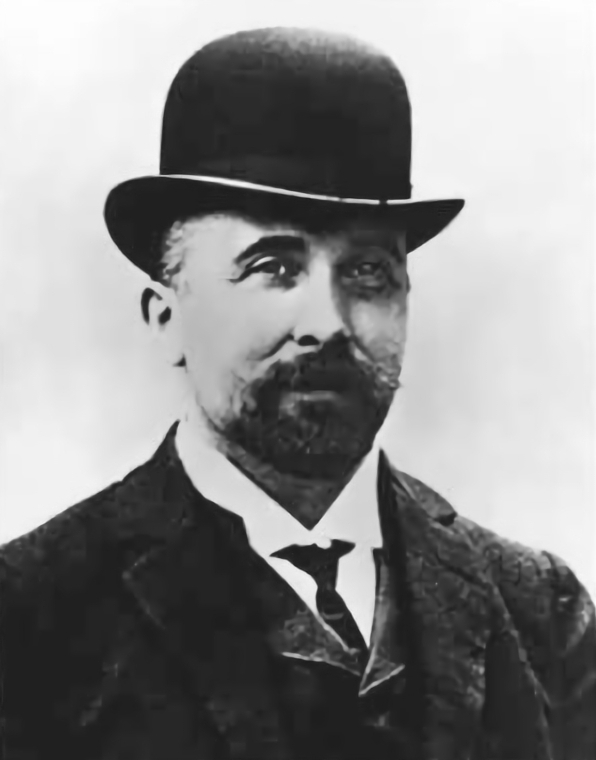
Felix Hoffmann

Felix Hoffmann (Ludwigsburg, 21 januari 1868 – Lausanne, 8 februari 1946) was een Duits scheikundige, die bekendstaat als de ontdekker van de aspirine.
Hoffmann werd in een gezin van tien kinderen geboren in Ludwigsburg, in Württemberg. Zijn vader was fabrikant, zijn moeder de dochter van een pianobouwer. Hij ging naar school in Ludwigsburg, maakte zijn middelbare studies niet af, werkte drie jaar als leerling-apotheker en voltooide zijn opleiding in apotheken in Genève, Hamburg en Neuville. In 1889 schreef hij zich in voor chemie aan de universiteit van München, waar hij ook doctoreerde. Op 1 april 1894 trad hij bij Bayer als chemicus in dienst. Hij was toen zesentwintig.

## Aspirine
Volgens een lang aangehouden lezing zou hij de ontdekker van Aspirine zijn. Het volgende beschrijft deze lezing. 
De experimenten die Felix Hoffmann buiten zijn diensturen bij Bayer uitvoerde, stonden niet op het onderzoeksprogramma van de directie. Zijn vader in Ludwigsburg leed al jaren aan felle reumatische pijnen die alleen met salicylzuur zouden kunnen worden verzacht. In de vierde eeuw voor Christus was het effect van deze stof al bekend bij de beroemde arts Hippocrates, die het uit de schors van wilgen (Salix) haalde. Kruidenvrouwtjes in de Middeleeuwen vonden dezelfde stof in de moerasspirea (Spirea ulceria). (vandaar de 'spir' in 'aspirine') In de late negentiende eeuw kon het zuur ook chemisch samengesteld en industrieel geproduceerd worden. Het had echter niet alleen een verschrikkelijke smaak, het werd door de maag ook slecht verdragen en veroorzaakte braakneigingen. Het kon niet voor langere tijd worden voorgeschreven.
Hoffmann ging systematisch te werk en zocht naar een nieuwe verbinding om het middel beter verteerbaar te maken. Volgens het principe van de veredeling van bestaande geneesmiddelen, waarmee hij al eerder succes had geboekt, ontdekte hij in 1897 de oplossing van het probleem in de acetylering van het salicylzuur. Op 10 augustus beschreef hij in zijn laboratoriumdagboek hoe hij het acetylsalicylzuur in chemisch zuivere en stabiele vorm heeft samengesteld. Elf dagen later legde hij de basis voor de industriële productie van een andere stof die jarenlang zou dienen als medicijn voor ernstige droge hoest en tuberculose, maar die nu bekendstaat als een harddrug: heroïne.
Samen met doctor Heinrich Dreser, hoofd van het laboratorium, testte Hoffmann aspirine uitgebreid bij dieren. Een jaar lang werd de nieuwe verbinding als pijnstiller toegediend in een ziekenhuis in Halle an der Saale en alle betrokkenen waren enthousiast: de nieuwe stof werkte sneller, was niet alleen pijnstillend maar ook koortswerend. In 1899 kwam de aspirine in poedervorm op de markt, vanaf 1900 in tabletten. Het wereldverbruik wordt vandaag de dag op vijftigduizend ton of ongeveer honderd miljard tabletten per jaar geschat.
Sinds enkele decennia is aspirine bezig aan een spectaculaire tweede carrière. Een vleugje acetylsalicylzuur van dertig milligram is intussen ook een geaccepteerd middel om fatale verstoppingen in het bloedvat van hart en hersenen te voorkomen. Dat beetje aspirine kan niet alleen de kans op een hartinfarct maar ook die op een beroerte flink doen dalen, zo heeft recent Amerikaanse onderzoek uitgewezen. Nog elk jaar verschijnen tweeduizend publicaties en honderd studies over de werking van de hoofdpijntablet. Pas in 1971 kon de Britse farmacoloog Sir John Vane preciseren hoe de werking van het aspirientje op het menselijk lichaam in elkaar zit. Hij kreeg er in 1982 de Nobelprijs voor.